# Virtual Regatta
Virtual Regatta est un éditeur de jeux en ligne français, fondé par l’ancien skipper professionnel français Philippe Guigné en 2006.
Il propose deux jeux : Virtual Regatta Offshore et Virtual Regatta Inshore.

## Historique
Virtual Regatta est lancé en octobre 2006 par Philippe Guigné, directeur de Many Players, société spécialisée dans les jeux en ligne massivement multijoueur. À l'occasion de la Route du Rhum 2006 , la société est renommée Virtual Regatta SAS. Le jeu comptait alors environ 50 000 joueurs.

Lors du Vendée Globe 2008-2009, près de 340 000 joueurs, participent à la course virtuelle, qui se déroule en parallèle de la course réelle. Le vainqueur, Hugues Fournier, met 85 jours, 19 heures et 45 minutes pour faire le tour du monde, soit à peine plus de 36 heures de plus que le vainqueur réel de l'épreuve, Michel Desjoyeaux. À la suite du succès du Vendée Globe et avant l'édition 2009-2010 de la Volvo Ocean Race, la Fédération française de voile accorde à Virtual Regatta le statut de club nautique. Entre 2011 et 2015, il était possible de prendre une licence dans ce club virtuel.

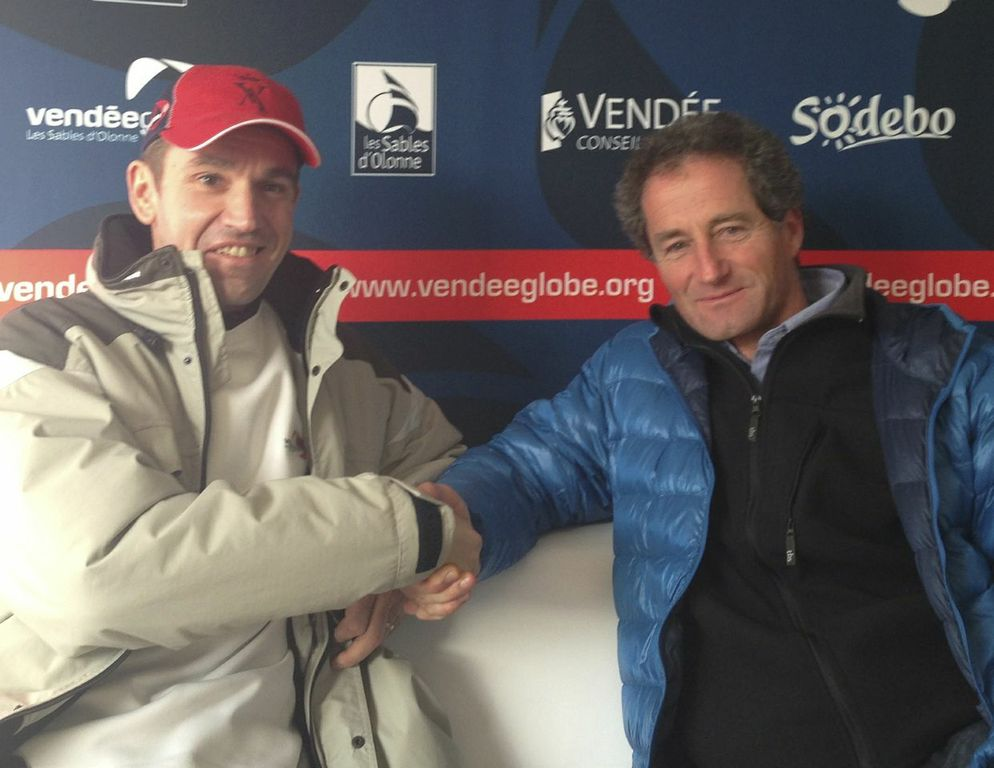
Lilian Launay, vainqueur du Vendée Globe virtuel 2012-2013, et Michel Desjoyeaux, double vainqueur du Vendée Globe 2000-2001 et 2008-2009.

En 2010, le site revendique 600 000 joueurs inscrits avec une moyenne de 30 000 joueurs par course. 245 000 joueurs participent à la Route du Rhum 2010 virtuelle, remportée par un joueur dont le pseudo est Bolki.
Virtual Regatta organise aussi des défis avec les navigateurs Loïck Peyron en 2009, Samantha Davies en 2010 et Roland Jourdain en 2011, les trois navigateurs participant à la course virtuelle dans les mêmes conditions que les autres joueurs.
En 2012, avant le Vendée Globe, la moyenne se situe à 10 000 joueurs par course. Pendant le Vendée Globe 2012-2013, 460 000 joueurs s'affrontent sur le jeu. Le gagnant de cette édition, llyl, complète le tour du monde virtuel en 74 jours 16 heures et 59 minutes. L'engouement pour la course virtuelle fait l'objet d'une importante couverture médiatique française et internationale, mesurée par Kantar Media.
En 2014, Virtual Regatta organise la version virtuelle de la Volvo Ocean Race et s'associe avec le groupe Sodebo, sponsor de Thomas Coville, un des favoris de la course, pour proposer un défi entre Saint-Malo et Pointe-à-Pitre à bord des trimarans géants. Cette course parallèle est remportée par le Brésilien Alexandre Rocha, dit lotsemann, en 9 jours 3 heures 4 minutes et 5 secondes.
À l'occasion du Vendée Globe 2016, auquel 451 000 skippers prennent part en virtuel, Virtual Regatta met en place un concept de joueurs certifiés. Il s'agit de skippers de renommée mondiale comme Loïck Peyron, Ian Lipinski et Yves Le Blevec ou de personnalités comme Sylvain Marconnet et Estelle Denis qui prennent part au jeu, avec les autres joueurs.
En 2019, six fédérations nationales (France, Pays-Bas, Italie, Grande-Bretagne, Suisse, Allemagne) ont désigné un vainqueur au terme d’un championnat se déroulant sur le jeu.
Lors de l'édition 2020 du Vendée Globe, plus d'un million de skippers virtuels se sont engagés dans l'édition virtuelle de la course. Après 68 jours, 22 heures, 16 minutes et 04 secondes de course virtuelle, un nouveau record, Jean-Claude Goudon, dit Tigrou26120, remporte l'épreuve.
En 2021, lors de la Transat Jacques Vabre, Virtual Regatta lance le concours Du virtuel au réel permettant de sélectionner un joueur de la plateforme afin de l’engager sur la Transat Jacques Vabre 2023 réelle comme co-skipper. Plus de 10 000 candidatures se sont exprimées. 
Fin 2021, le Groupe 52 Entertainment fait l’acquisition de Virtual Regatta.
En 2022, l’entreprise déménage dans les locaux parisiens de 52 Entertainment. L’année est marquée par la Route du Rhum, qui réunit environ 500 000 joueurs. Une innovation est proposée : iRoboats, une compétition dans laquelle des bateaux pilotés par intelligence artificielle participent à la Route du Rhum dans un classement spécial.
En 2023, le projet Du virtuel au réel est mis en œuvre. C'est Kieran Le Borgne, ancien champion de kitefoil, courant sur le Class 40 numéro 88 qui embarquera le eSkipper sur la Transat Jacques-Vabre 2023. En mai, après plusieurs étapes de sélection dont des tests en conditions réelles organisés au Havre par les équipes de la Ligue de Voile de Normandie, c’est Basile Buisson (pseudo Zephyrr-EZ) qui est choisi pour être le coéquipier de Le Borgne. Le duo terminera l'épreuve à la trentième place.
2023 marque également une réorganisation dans l’entreprise. L’effectif d’environ dix personnes est doublé, et Philippe Guigné, le fondateur, quitte l’entreprise.[réf. souhaitée]

## Jeux

### Virtual Regatta Offshore
Virtual Regatta Offshore simule les conditions météorologiques rencontrées par les skippers lors de chaque grande course au large à la voile et permet aux joueurs de participer en parallèle de la vraie course à une course virtuelle qui se déroule en temps réel. Virtual Regatta peut se jouer depuis un ordinateur, un smartphone ou une tablette. Le jeu permet de contrôler le bateau, notamment les voiles et le cap. Virtual Regatta organise environ une cinquantaine de courses par an, parmi lesquelles le Vendée Globe, la Route du Rhum, la Solitaire du Figaro, le Tour de France à la voile, la Volvo Ocean Race ou le Trophée Jules-Verne.
Virtual Regatta est partenaire de la plupart des grandes courses à la voile et de nombreux médias. Le parcours est identique à la course réelle et le départ virtuel est donné en même temps que le départ réel. Certaines courses proposées sont fictives.
Après son inscription à une course, le joueur a la possibilité de choisir, selon les cas, le type de bateau sur lequel il fera la course (par exemple monocoque ou multicoque) puis de le personnaliser.
Les bateaux avancent selon un système d'itérations régulières mettant à jour l’endroit où ils se trouvent. Le joueur doit tenir compte des conditions météo qu’il rencontre pour choisir les meilleures voiles en fonction de l'orientation du vent (activité de skipper) et la meilleure route à suivre pour arriver le premier au but. En ce sens, il pratique une activité de routage météorologique.
Il peut disposer d'options lui permettant d'obtenir un éventail de voiles plus important, de naviguer à une allure donnée malgré les changements de vent, d'ajouter des foils à son bateau ou de programmer une route au moyen de waypoints.
Certaines courses disposent de prix d'une valeur de plusieurs milliers d'euros à partager entre les meilleurs joueurs.
- 100 000 joueurs actifs (1,5 M de joueurs inscrits)[Quand ?]
- 193 pays représentés
- 50 courses par an
- 13 classes de bateaux

### Virtual Regatta Inshore
Virtual Regatta Inshore est une simulation de régates courtes multijoueur en temps réel, sur parcours technique, au vent et sous le vent. Cette version permet à des joueurs du monde entier de se retrouver sur des régates d’environ 5 minutes. Cette simulation applique des règles officielles spécifiques au jeu, les Virtual Racing Rules of Sailing, dérivées des règles de régate et élaborées avec la Fédération internationale de voile, qui délivre chaque année le titre de e-Sailing World Champion depuis 2018.
Les conditions météorologiques, les perturbations sous le vent des bateaux (dévent) et les conditions de courses sont réalistes.
D'une portée plus pédagogique et ludique, il permet d'appréhender les règles de course à la voile et les fondamentaux de la tactique de course. Les règles de course du jeu sont certifiées par de la Fédération internationale de voile. La performance et le comportement des bateaux respectent les polaires de vitesse réelles des constructeurs.
Depuis 2018, Virtual Regatta Inshore est le jeu de voile officiel de la Fédération mondiale de voile (World Sailing) ; ils[Qui ?] organisent tous les ans depuis 2018 le championnat du monde de e-Sailing.
- 700 000 joueurs inscrits
- 226 pays représentés
- 2,4 M[Quoi ?] régates par an
- 18 plans d'eau recréés en virtuel
- 11 classes de bateaux

### Évolutions des interfaces de jeux
En 2016, passage à la 3D WebGL sur Virtual Regatta Offshore et nouvelle version de Virtual Regatta Inshore[réf. nécessaire]

## Résultats

### Podiums des Vendée Globe
| Classement | Bateau       | Skipper            | Temps                    | Ecart        | Distance parcourue |
| ---------- | ------------ | ------------------ | ------------------------ | ------------ | ------------------ |
| 1er        | Tigrou26120  | Jean-Claude Goudon | 68 j 22 h 16 min 04 s    | -            | 27 292,2 milles    |
| 2e         | Tournesol II | Ronny Jesse        | 68 j 22 h 17 min 39 s    | + 1 min 35 s | 27 414,4 milles    |
| 3e         | *Kerjouanno* | Maxime Thomas      | 68 j 22 h 18 min et 34 s | + 2 min 30 s | 27 363,2 milles    |

| Classement | Bateau          | Skipper        | Temps                    | Ecart         | Distance parcourue |
| ---------- | --------------- | -------------- | ------------------------ | ------------- | ------------------ |
| 1er        | Mangina-PYR     | Matt Johnston  | 72 j 02 h 23 min 10 s    | -             | 26 592,2 milles    |
| 2e         | NZ-Eligo’’IST’’ | Derek Watt     | 72 j 02 h 37 min 54 s    | + 14 min 44 s | 26 668,9 milles    |
| 3e         | Didflam         | Didier Flament | 72 j 03 h 10 min et 09 s | + 46 min 59 s | 26 685,1 milles    |

| Classement | Bateau           | Skipper        | Temps            | Ecart         | Distance parcourue |
| ---------- | ---------------- | -------------- | ---------------- | ------------- | ------------------ |
| 1er        | Llyl             | Lilian Launay  | 74 j 16 h 59 min | -             | 27 263,4 milles    |
| 2e         | Soleo44          | Matthieu Steff | 75 j 3 h 41 min  | + 10 h 42 min | 27 008 milles      |
| 3e         | Le Prince 38 RKN | Alain Bras     | 75 j 3 h 58 min  | + 10 h 59 min | 27 165,6 milles    |

| Classement | Bateau          | Skipper         | Temps            | Ecart         | Distance parcourue |
| ---------- | --------------- | --------------- | ---------------- | ------------- | ------------------ |
| 1er        | inderweltsein   | Hugues Fournier | 85 j 19 h 45 min | -             | 26 994 milles      |
| 2e         | sunburnn        | Erwann Israël   | 86 j 3 h 55 min  | + 8 h 10 min  | 28 216 milles      |
| 3e         | facealamer-immo | Herve Lurton    | 86 j 6 h 33 min  | + 11 h 10 min | 27 730 milles      |

### Route du Rhum Destination Guadeloupe édition 2022
Le coup d’envoi est donné le 9 novembre 2022 depuis Saint-Malo pour les 138 skippers en lice sur l'édition réelle, ainsi que pour les centaines de milliers d’e-Sailors qui participeront la version virtuelle.
Plusieurs nouveautés pour cette édition du jeu :
- La gestion de l’énergie. Lancée en amont sur de précédentes courses réelles, l’énergie du skipper permet d’offrir une expérience de jeu encore plus réelle et impactante.
- Plus d’une trentaine de courses privées. Plusieurs entreprises ont pu proposer à leur communauté de participer à la Route du Rhum dans une course privée. Les membres de chaque communauté disputent la course entre eux dans une course privée avec leur propre classement dans lequel ils ont aussi la possibilité de voir leur position parmi les autres e-skippers.
- Cette année-là, les quatre classes de bateaux ont été de nouveau représentées : Ultim 32/23, IMOCA, Ocean Fifty ou Class40.

## Cinéma
Le jeu est au centre du film La Vallée des fous (2024) de Xavier Beauvois, dans lequel le personnage principal, incarné par Jean-Paul Rouve, participe au Vendée Globe de manière virtuelle sur Virtual Regatta en restant durant toute la course dans son bateau installé au fond de son jardin.[réf. nécessaire]